# Orion (Schokoladenfabrik)

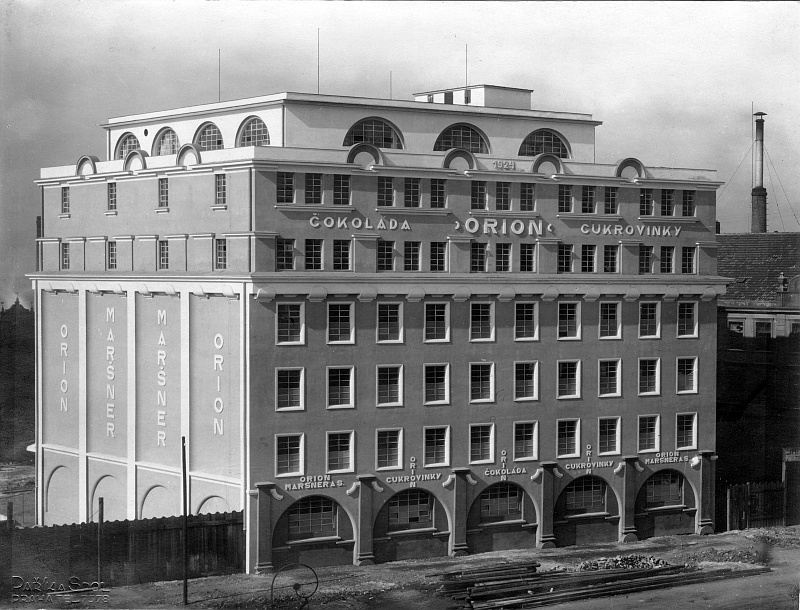
Orion-Fabrik 1925

Orion ist eine tschechische Schokoladenmarke der Nestlé Česko s.r.o., einem  Tochterunternehmen des Konzerns Nestlé. Das Süßwarenunternehmen, welches die Marke Orion im Jahr 1924 einführte, wurde 1891 in Královské Vinohrady bei Prag gegründet. Von 1928 bis 1947 war Orion auch die Firmenbezeichnung des Schokoladenherstellers.

## Geschichte
Das Unternehmen wurde 1891 von František Maršner und seiner Frau Albina Maršnerová gegründet. Produziert wurde im Keller in Kleinstmengen. Schrittweise wurde das Sortiment um weitere Süßwaren, teilweise mit orientalischen Zutaten, erweitert. 1896 wurde mit einer neuen Produktionsstätte ein entscheidender Schritt zur Unternehmensexpansion eingeleitet. 1897 firmierte das Unternehmen als Továrna na orientálské cukrovinky F. Maršner, hlavní závod na Královských Vinohradech, odštěpný v Praze (Fabrik für orientalische Süßwaren F. Maršner, Hauptwerk auf den Königlichen Weinbergen, Niederlassung in Prag). Im gleichen Jahr wurde auch mit der Verarbeitung von Kakaobohnen angefangen. 1901 ist dieses Unternehmen in eine Aktiengesellschaft überführt worden. In der Zeit des Ersten Weltkriegs konnte das Unternehmen sein Sortiment trotz aller Widrigkeiten erweitern und die Produktion verdreifachen.
Noch 1914 wurde der Markenname Orion registriert. Damit setzte die Nutzung von Orion als Wortmarke ein. 1924 wurde nach Einführung des Riegels Kofila auch das Embleme eines Sterns als Logo für die Marke Orion eingeführt. Nach dem Erfolg der Marke wurde 1928 auch das Unternehmen so umbenannt: Orion, továrny na čokoládu, a. s. (Orion, Schokoladenfabriken, Aktiengesellschaft). 1500 Personen waren bis zum Beginn des Zweiten Weltkriegs mit der Produktion beschäftigt.
Mit dem Februarumsturz durch die Kommunisten wurde das Unternehmen von Orion in Pražské čokoládovny n.p. (Prager Schokoladenhersteller, Staatsbetrieb) verstaatlicht. Ebenfalls in diesen Staatsbetrieb überführt wurde das 1914 gegründete, ebenfalls auf Schokolade spezialisierte Unternehmen RUPA. Nach der Samtenen Revolution wurde der Staatsbetrieb mit einer Sammlung der tschechischen Süßwarenherstellern bestehend aus über elf Werken im Jahr 1991 zur Vorbereitung der Privatisierung umgewandelt – die Umwandlung in eine tschechische Aktiengesellschaft folgte 1992. Anteile an dieser Aktiengesellschaft hatte im Rahmen eines Joint Ventures die Danone-Gruppe und Nestle. Zum Unternehmen Čokoládovny, a.s. gehörten folgende Werke:
- DELI Lovosice, ab 1999 zu Opavia
- METEOR Praha-Karlín
- OPAVIA Opava, ab 1999 zu Opavia mit den Werken Opavia Opava, Deli Lovosice und Kolonáda in Marienbad
- MARYŠA Rohatec, ab 1999 zu Opavia
- MELARTOS Pardubice
- ORION Praha-Modřany mit der Niederlassung LS Lomnice nad Popelkou
- SFINX Holešov
- DIANA Děčín, zu SOJA Kolín, 1999 geschlossen
- LIPO Liberec, ab 1999 zu Nestle, später geschlossen und aufgelöst
- ZORA Olomouc mit der Niederlassung VELIM, 1996 durch Nestle aufgelöst und nach Liberec (LIPO) überführt
- JITŘENKA Hradec Králové, 1999 aufgelöst

Čokoládovny, a.s. wurde 1999 aus dem Handelsregister gelöscht, auch das Joint-venture zwischen Nestle und Danone wurde durch Aufteilung der einzelnen Marken, Produkte und Werke untereinander aufgelöst. Orion gehörte nun Nestlé Čokoládovny a.s, 2001 wurde zur Nestlé Česko, s.r.o. umfirmiert.

## Vertriebene Produkte
- Banány
- Deli (seit 1980)
- Delissa
- Jahody
- Koko
- Meruňky
- Studentská
- Višně